# Јоаким Виславски
Јоаким Киме Виславски (Врбас, 7. децембар 1940 — Врбас, 10. септембар 2014) био је југословенски и српски фудбалер и фудбалски тренер.

## Каријера

### Клупска каријера
Виславски је почео да игра у свом родном клубу Радник Врбас са 15 година. Касније је прешао у Партизан и помогао екипи да освоји Првенство Југославије у четири наврата (1960/61, 1961/62, 1962/63 и 1964/65). По одласку из Партизана 1967. године, Виславски је неко време провео у Олимпији из Љубљане. Кратко је играо и за Пролетер Зрењанин, пре него што се вратио у родни град и придружио новоформираном клубу Врбас.

### Интернационална каријера
За репрезентацију, Виславски је играо за Југославија до 18. година на Европском првенству 1959. године одржавном у Бугарској на три утакмице.

### Тренерска каријера
Током тренерске каријере у више наврата тренирао је Врбас, а радио и у бројним другим клубовим као што су ОФК Младост, Спартак Суботица, Инђија, ТСЦ и Хајдук 1912.

## Награде и трофеји
Партизан
- Прва лига Југославије : (1960/61, 1961/62, 1962/63 и 1964/65)

## Наслеђе
На Скупштини ветерана Врбаса, добио је признање избором и прогласом да је најбољи фудбалер у историји врбашког фудбала. У знак поштовања, у Старом Врбасу је основано спортско удружење које носи име „Јоаким Киме Виславски“.